# Mislav Leko
Mislav Leko (Osijek, 19 dicembre 1987) è un ex calciatore croato, di ruolo difensore.

## Caratteristiche tecniche
È un difensore centrale che può adattarsi anche al ruolo di mediano.